# يورونكست
يورونكست هي بورصة أسهم إلكترونية أوروبية مقرها في أمستردام، ولها فروع في بلجيكا، فرنسا، هولندا، البرتغال والمملكة المتحدة، بالإضافة إلى حقوق المساهمين وعقود المشتقات؛ فإن مجموعة الـ يورونكست تقدم خدمات المقاصة والمعلومات.
في ديسمبر 2010 وصلت الأسواق المالية التي تدار بواسطة يورونكست إلى قيمة رأسمالية 2.93 تريليون دولار أمريكي، وبهذا أصبحت يورونكست خامس أكبر بورصة حول العالم.
وفي الرابع من أبريل 2007 اندمجت يورونكست مع بورصة نيويورك لتشكل إن واي اس إي نكست (بالإنجليزية: NYSE Euronext)‏ تحمل رمز الادراج في البورصة (يورونكست: NYX
) وتصبح أول بورصة عالمية.

## الخلفية
تشكلت يورونكست في 22 سبتمبر 2000 من اندماج بورصة أمستردام، بورصة بروكسل وبورصة باريس وذلك للاستفادة من الانسجام لـ الاتحاد الأوروبي والأسواق المالية، في ديسمبر 2001 امتلكت استحوذت يورونكست على أسهم بورصة لندن الدولية للعقود المستقبلية والخيارات (بالإنجليزية: London International Financial Futures and Options Exchange)‏ (LIFFE)، والتي لا تزال تعمل تحت الحوكمة الخاصة بها، في أوائل 2003 جميع منتجات المشتقات تم تداولها على أسواقها التابعة لها LIFFECONNECT ومنصة التداول الإلكترونية التابعة لها، في 2002 اندمجت المجموعة مع سوق لشبونة وبورتو للأوراق المالية وتم تسميتها يورونكست لشبونة.

## ألترنكست
ألترنكست تم تشكيلها في 2005 بواسطة يورونكست لمساعدة الشركات الصغيرة والمتوسطة ضمن منطقة اليورو الباحثة عن التمويل، منذ اندماج يورونكست مع بورصة نيويورك من 2006 وحتى اكتمالها في 2007، أصبح هذا القطاع من ضمن يورونكست إن واي اس إي (بالإنجليزية: NYSE Euronext)‏، وأطلق عليه اسم إن واي اس إي ألترنكست (بالإنجليزية: NYSE Alternext)‏.

## محاولة الاندماج مع البورصة الألمانية
في 25 نوفمبر 2008، بدأت كلاً من البورصة الألمانية ويورونكست إن واي اس إي محادثات الاندماج مع بعضهما البعض، شملت المحادثات إنشاء شركة قابضة لشراء حقوق المساهمين في البورصة الألمانية، ثم تندمج يورونكست مع هذه الشركة، بحسب ما ورد فإنه لم يتم التوصل لاتفاق بحسب خلاف في التقييم، على كل حال؛ فإن اندماج مثل هذا كان سيعتبر أكبر عملية تبادل في التاريخ،